# Йоган Давид Штейнгрубер
 Йоган Давид Штейнгрубер(нім. Johann David Steingruber 25 серпня, 1702, Вассертрюдінген — 5 листопада, 1787, Ансбах) — виконроб, архітектор-практик, теоретик архітектури доби пізнього бароко у Німеччині.

## Батьки і віросповідування
Родина Штейнгрубер походила з Верхньої Австрії і була протестантами за віросповідуванням. В середині XVII століття частка родини емігрувала у протестантську частину Німеччини, позаяк у Австрії імператори-католики діяльно підключилися до контрреформації і політично та економічно тисли на австрійських протестантів. Штейнгрубери первісно оселились в сільській місцевості, а згодом перебралися до невеличкого міста Вассертрюдінген. Батько і дядько майбутнього архітектора пов'язали себе з будівельною справою.

## Ранні роки
Йоган Штейнгрубер був єдиним сином у заможній родині будівельника-батька. Статки родини дозволили відправити хлопчика до латинської школи, котру той закінчив у Вассертрюдінгені.
Про навчання будівельній справі молодого парубка відомо мало. Ймовірно, він пройшов звичний шлях молодого будівельника на будівельних майданах від трьох до п'яти років разом із батьком та дядьком. Але окрім практичної діяльності на будівництві (створення підмурків, обробка каменю, тинькування мурів) парубок читав, займався кресленням і опанував архітектурне малювання. У документах знайдені свідоцтва, що його наймали як майстерного штукатура і декоратора. Є відмості, що він створив типову тоді післяосвітню подорож за кордон.

## Штейнгрубер як виконроб
З нього вийшов непоганий виконроб, якого запросили на будівництво палацу у місті Мангейм. Будівництво у Мангеймі тривало шість років. Будівельна практика у Мангеймі та у Раштатті наблизила Йогана Штейнгрубера до вивчення стилістики пізнього бароко і рококо французького зразка, котрі співіснували у XVIII столітті.

## Штейнгрубер як архітектор-практик

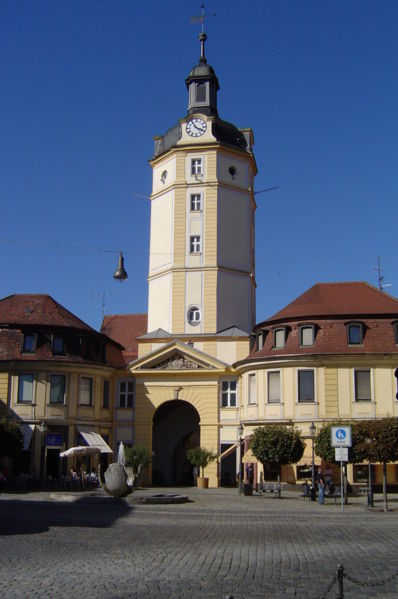
Й. Д. Штейнгрубер. Надбрамна вежа у місті Ансбах.

Штейнгрубер мешкав у невеликому і провінційному князівстві, де розраховувати на активну архітектурну практику було не варто. Інша справа — постійні ремонти ще середньовічних споруд і невеликих церков, фортечних веж і мурів, невеликі добудови приватних будинків чи князівських палаців, створення ремісничих майстерень, початкових шкіл для дітей релігійних громад. Саме на цих об'єктах багато і довго і працював Йоган Штейнгрубер.
Лише з 1733 року він почав працювати і як самостійний архітектор. Близько 1750 року вже немолодим архітектором він проаналізував власну архітектурну практику і створив перелік споруд, що перебували під його наглядом, їх виявилось близько сотні. До 1763 року так чи інакше він відремонтував чи дав накази на ремонти і перебудови ще на другій сотні об'єктів. В цьому переліку три ратуші в малих містах князівства, 27 церков, 18 фортечних веж, 5 пивоварень, 4 невеликих лікарні, приходські початкові школи тощо.

## Штейнгрубер як теоретик архітектури доби пізньогобароко

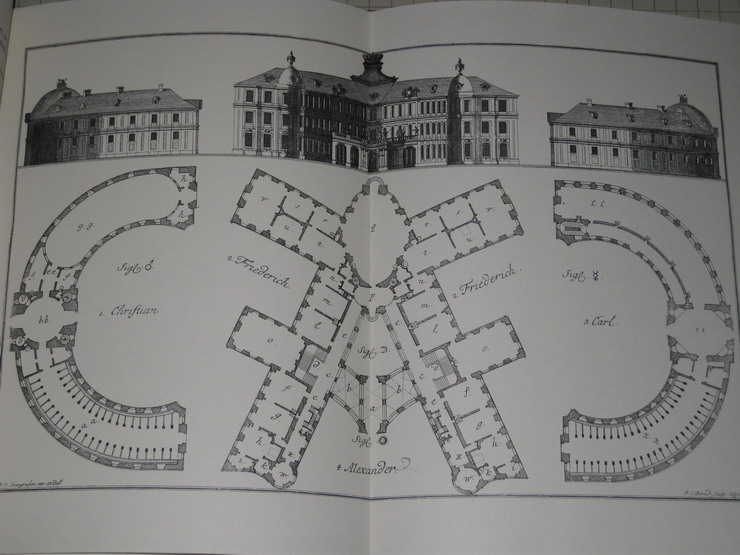
Й. Штейнгрубер. Проект князівської резиденції у вигляді літер, до 1773 р..

Він би так і залишився фаховим виконробом і провінційним архітектором, ремонтником фортець і середньовічних церков та пивоварень, аби не самоосвіта, яскраві архітектурні здібності та бажання витратити свої знання і будівельний досвід на масштабних спорудах.
В часи дозвілля Йоган Штейнгрубер малював, креслив, почав займатися теорією архітектури. Він вимушено закінчував середньовічні або вже розпочаті споруди, а власний досвід архітектора виклав в теоретичних працях «Architeccture Civile» (надрукованих приблизно 1748 року) та книзі «Практичний курс цивільної архтектури» (1763 р.)
Конкуренція між архітекторами і пошуки нової (ідейної та формальної) виразності споруд привели митців XVII–XVIII століть до зближення поземних планів архітектурних споруд і латинських літер. Так Антон Глоннер, що був сучасником Йогана Давида Штейнгрубера, запропонував проект нових колегії і церкви для єзуїтів у вигляді монограми Христа — «IHS».
Ні Антон Глоннер, ні Йоган Штейнгрубер не були винахідниками цього засобу. Відомо, що французький архітектор Томас Гоберт (1625—1690) створив рукопис під назвою «Traitté d'Architecture dedié», де подав плани низки споруд у вигляді літер, котрі створювали слово «LOVIS LE GRAND» (Луї Великий) ще у XVII столітті.
Талановитий, з розвиненою ерудицією Штейнгрубер пішов далі і створив низку проектів князівських палаців, поземні плани котрих — це декілька латинських літер, внутрішнє порожнє поле яких розроблене як низка парадних залів, віталень і житлових приміщень, поєднаних анфіладами, коридорів, гвинтових сходинок. Контур літер — це зовнішні стіни палацових споруд, розроблені і прикрашені як звичні тодішні парадні споруди — з рустованим першим поверхом, з вікнами, прикрашеними лиштвою, порталами, міжповерховими карнизами, парапетами, прикрашеними скульптурами і вазами, ризалітами. Проекти, оприлюднені 1773 року, не що інше як цікава паперова архітектура.
Так, літера «Е» — це житловий комплекс на три поверхи, де середній виступ-ризаліт літери «Е» розроблений як каплиця з куполом. Літери обіграні настільки вдало, що деякі могли бути цілком реалізовані — наприклад, литера «Н» або «Х», план останньої дещо нагадував план мисливського палацу Ступініджі італійського архітектора Філіппо Ювари. Віртуозно обіграна навіть літера «S», яку майстерний Штейнгрубер подав як несподіваний князівський палац з двома куполами. Звичайно, що частка литер-споруд викликала здивування як екзотика, як куншт і барокова гра змістів, твір, вартий кабінету курйозів, а не реального відтворення.
На відміну від Антона Глоннера (що намагався уславити єзуїтів) чи Томаса Гоберта (що намагався уславити земного бога у особі французького короля), Йоган Штейнгрубер запропонував світську архітектурну абетку і мимоволі уславив саму архітектуру.

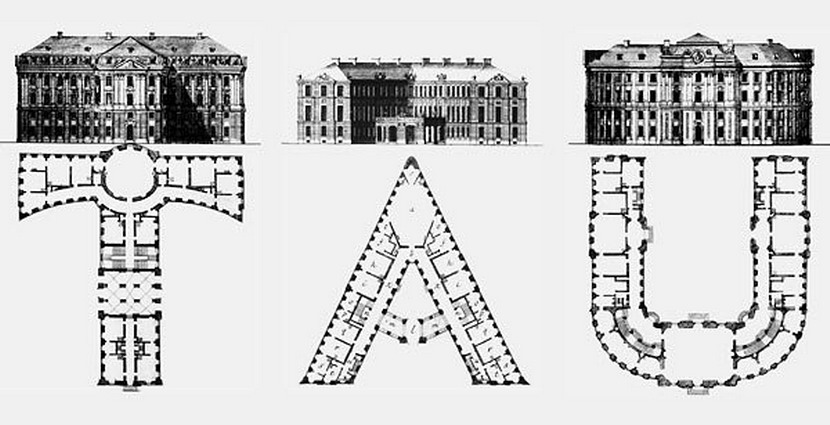
Арх. Штейнгрубер. Архітектурна абетка, до 1773 р..

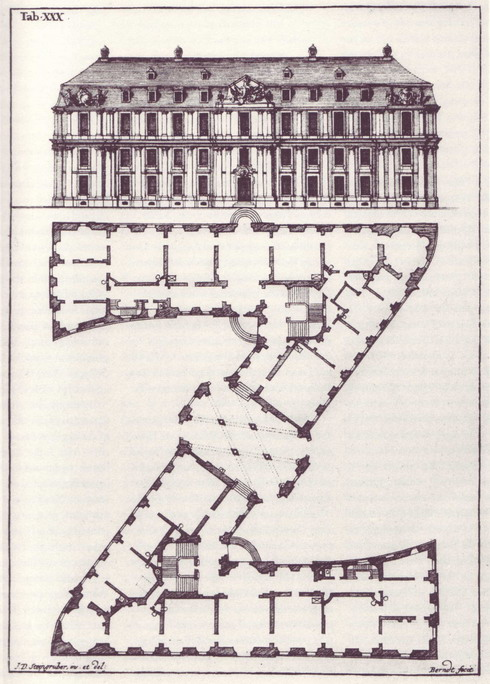
Архітектор Штейнгрубер. План у вигляді літери Z
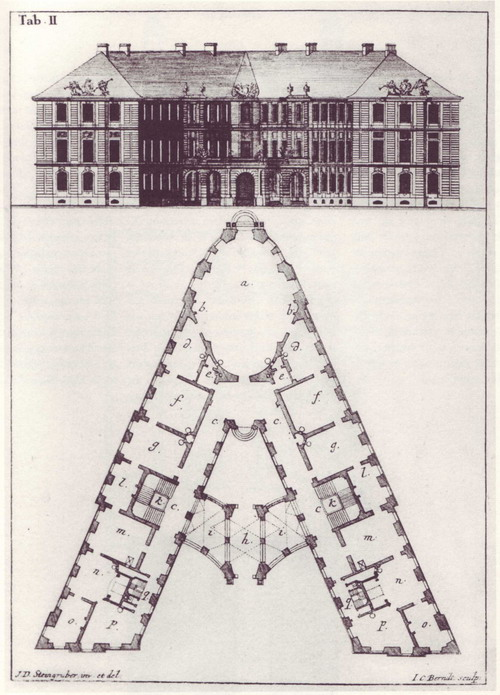
План у вигляді літери A. Фасад з боку двору зверху
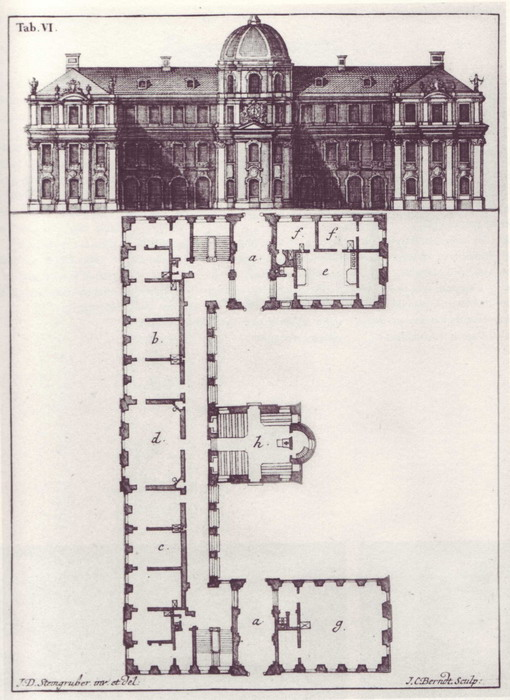
План у вигляді літери E. Фасад з боку ризалітів і центральної каплиці
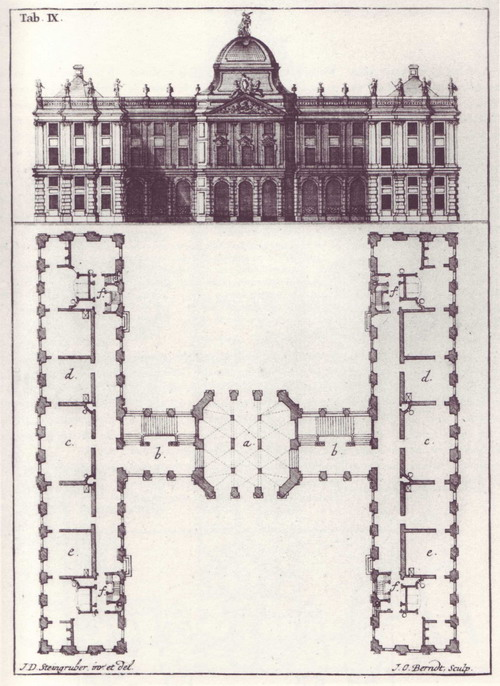
План у вигляді літери H. Фасад з боку одного дворика зверху
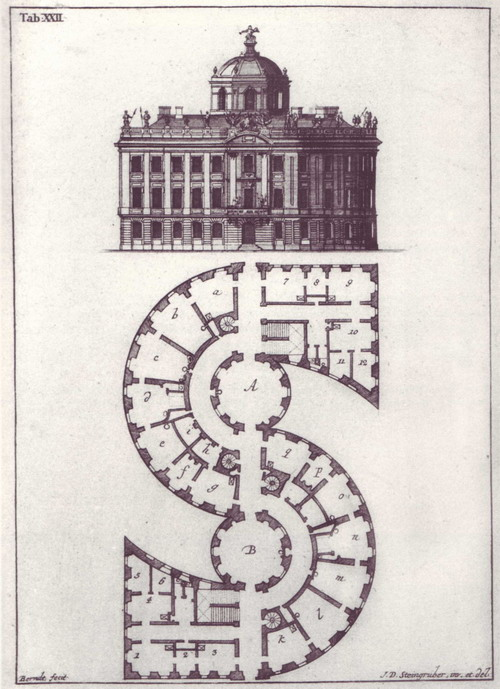
Архітектор Штейнгрубер. План у вигляді літери S. Зверху — бічний фасад

## Власна родина
Був двічі одружений. В першому шлюбі мав дванадцять дітей, п'ятеро з котрих померли у дитинстві, що було досить розповсюдженим явищем у XVII–XVIII ст.